# Timi Salonen
Timi Salonen (ur. 2 sierpnia 2001) – fiński żużlowiec.

## Życiorys
Indywidualny mistrz Finlandii juniorów w sezonie 2021.

## Przynależność klubowa
Polska
- Stal Gorzów Wielkopolski (2022–)
  - H69 Speedway Rzeszów (2022, wyp.)
  - ŻKS Polonia Piła (2023, wyp.)

## Mistrzostwa świata

### Speedway of Nations
| Sezon | Dzień    | Miejscowość | Miejsce | Punkty | Biegi       | Reprezentacja |
| ----- | -------- | ----------- | ------- | ------ | ----------- | ------------- |
| 2022  | 30 lipca | Vojens      | 7.      | 0      | w,–,–,–,–,– | Finlandia     |

### Starty w Grand Prix 2 (Indywidualnych Mistrzostwach Świata Juniorów na Żużlu)
| Sezon 2022 |         |       |         |        |
| Praga      | Cardiff | Toruń | miejsce | punkty |
| 12         | –       | 2     | 12      | 14     |

| Statystyki        | Statystyki |
| ----------------- | ---------- |
| Starty            | 2          |
| Zwycięstwa        | 0          |
| Miejsca na podium | 0          |
| Punkty            | 14         |